# Port lotniczy Londyn-Luton
Port lotniczy Londyn-Luton (ang. London Luton Airport, kod IATA: LTN, kod ICAO: EGGW) – międzynarodowe lotnisko położone koło Luton, 50 km na północ od centrum Londynu. Jest czwartym (pod względem liczby przewiezionych pasażerów) portem lotniczym obsługującym aglomerację londyńską. W 2014 obsłużył 10 484 938 pasażerów.
Lotnisko jest 2 mile (3,2 km) od węzła 10a autostrady M1.
27 maja 2016 lotnisko odnotowało rekord w obsłudze pasażerów w ciągu jednego dnia (50 564 osoby).

## Linie lotnicze i kierunki lotów
| Linia lotnicza | Kierunek |
| -------------- | --- |
| Dan Air        | 1. Bacău |
| EasyJet        | 1. Aberdeen 2. Agadir 3. Alicante 4. Amsterdam 5. Antalya 6. Barcelona 7. Belfast-City 8. Belfast-International 9. Berlin 10. Bordeaux 11. Katania 12. Edynburg 13. Enfidha 14. Faro 15. Fuerteventura 16. Genewa 17. Giza 18. Glasgow 19. Gran Canaria 20. Hurghada 21. Inverness 22. / Jersey 23. Kraków 24. Lanzarote 25. Larnaka 26. Lizbona 27. Lyon 28. Malaga 29. Marrakesz 30. Mediolan-Malpensa 31. Neapol 32. Nicea 33. Palma de Mallorca 34. Pafos 35. Paryż-Charles de Gaulle 36. Piza 37. Porto 38. Praga 39. Reykjavík-Keflavík 40. Szarm el-Szejk 41. Tel Awiw 42. Teneryfa-Południe 43. Wenecja 44. Zurych Sezonowo: 1. Bodrum 2. Chania 3. Korfu 4. Dalaman 5. Grenoble 6. Heraklion 7. Ibiza 8. Innsbruck 9. Izmir 10. Kefalonia 11. Madryt 12. Menorka 13. Montpellier 14. Murcja 15. Mykonos 16. Olbia 17. Palermo 18. Pula 19. Reus (od 2 kwietnia 2024) 20. Rodos 21. Rovaniemi 22. Salzburg 23. Santorini 24. Split 25. Saloniki 26. Tivat (od 1 kwietnia 2024) 27. Turyn 28. Zakintos |
| El Al          | 1. Tel Awiw |
| FlyOne         | 1. Kiszyniów |
| Ryanair        | 1. Alicante 2. Barcelona 3. Béziers 4. Bolonia 5. Bydgoszcz 6. Cork 7. Dublin 8. Faro 9. Fuerteventura 10. Gran Canaria 11. Kowno 12. Kerry 13. Knock 14. Kraków 15. Lanzarote 16. Lublin 17. Malaga 18. Malta 19. Neapol 20. Rzeszów 21. Sewilla 22. Teneryfa-Południe 23. Treviso 24. Wilno Sezonowo: 1. Ateny 2. Burgas 3. Katania 4. Grenoble 5. Murcja 6. Palma de Mallorca (od 31 marca 2024) 7. Turyn |
| SunExpress     | Sezonowo: 1. Antalya 2. Izmir |
| TUI Airways    | 1. Lanzarote Sezonowo: 1. Korfu 2. Dalaman 3. Enfidha 4. Innsbruck 5. Kos 6. Palma de Mallorca 7. Pafos (od 7 maja 2025) 8. Rodos 9. Teneryfa-Południe |
| Wizz Air       | 1. Amman 2. Antalya 3. Ateny 4. Bacău 5. Belgrad 6. Braszów 7. Bratysława 8. Bukareszt 9. Budapeszt 10. Burgas 11. Bydgoszcz (do 31 sierpnia 2024) 12. Kiszyniów 13. Kluż-Napoka 14. Konstanca 15. Krajowa 16. Dalaman 17. Debreczyn 18. Gdańsk 19. Giza 20. Jassy 21. Stambuł 22. Katowice 23. Kowno 24. Koszyce 25. Kraków 26. Larnaka 27. Lizbona 28. Lublin 29. Płowdiw 30. Poprad 31. Poznań 32. Praga 33. / Prisztina 34. Salzburg 35. Sarajewo 36. Satu Mare 37. Sybin 38. Skopje 39. Sofia 40. Suczawa 41. Tallinn 42. Târgu Mureș 43. Tel Awiw 44. Timișoara 45. Tirana 46. Warna 47. Wilno 48. Warszawa-Okęcie 49. Wrocław Sezonowo: 1. Grenoble 2. Hurghada 3. Palma de Mallorca 4. Reykjavík-Keflavík 5. Szarm el-Szejk 6. Split 7. Tromsø |

### Cargo
| Linia lotnicza | Kierunek                            |
| -------------- | ----------------------------------- |
| DHL Aviation   | 1. Lipsk/Halle 2. Mediolan-Malpensa |

## Dojazd do lotniska

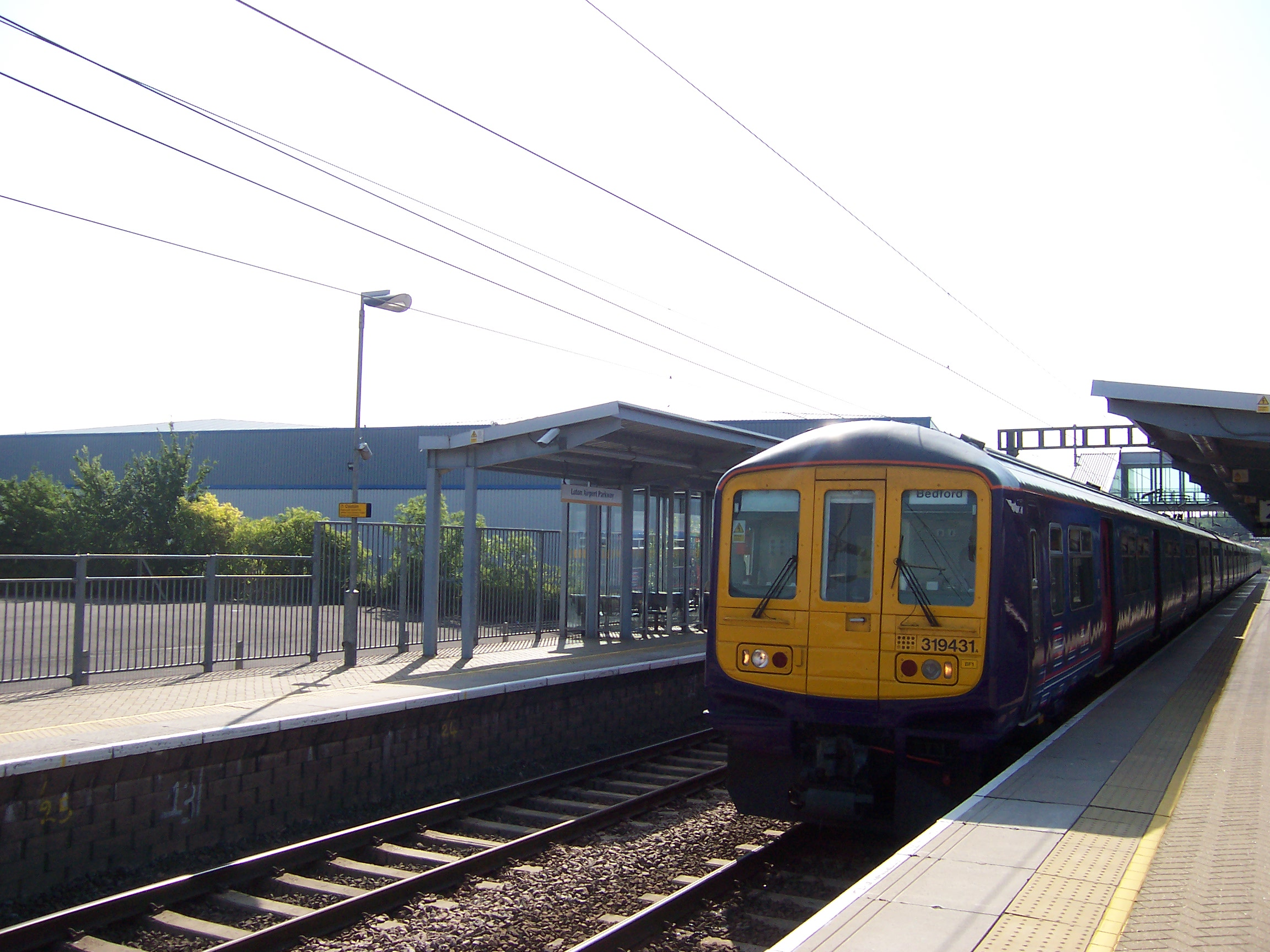
Pociąg First Capital Connect na stacji Luton Airport Parkway.

### Drogowy
Lotnisko leży kilka mil od autostrady M1, prowadzącej na południe do Londynu, a na północ do Leeds i łączy się z autostradą M25. W pobliżu lotniska jest krótkoterminowy parking, a obok średnio- i długoterminowy parking na zachodzie i wschodzie terminalu, obok autobusów kursujących wahadłowo. Wcześniejsza rezerwacja miejsc parkingowych jest dostępna u niezależnych operatorów.

### Kolejowy
Stacja kolejowa Luton Airport Parkway została zbudowana w 1999 do obsługi lotniska. Leży na trasie Midland Main Line.
Głównym przewoźnikiem jest First Capital Connect (FCC), oferujący połączenia do Bedford, St Albans, Londynu, Wimbledonu, Sutton, Gatwick Airport i Brighton.
Pociągi pospieszne East Midlands Trains odjeżdżają co godzinę na południe do London St Pancras i na północ do Leicester, Nottingham, Sheffield i Leeds.
Autobusy wahadłowe łączą stację kolejową z lotniskiem. Odległość wynosi około mili, a przejazd ok. 6 minut. Przejazd jest płatny. Aby spełnić wymagania pasażerów, LLAOL podpisał umowę z FCC (20 stycznia 2008), której firma-matka FirstGroup zainwestowała 1,3 mln funtów w cztery pojazdy 'StreetCars'. Nowe autobusy mają 18 metrów długości i mieszczą do 115 pasażerów z bagażem.
Planuje się zastąpienie autobusów wahadłowych małą koleją automatyczną.

### Autobusy
EasyBus dojeżdża przez całą dobę z London Luton do centrum Londynu. To tani przewoźnik, jednak wszystkie pojazdy mają klimatyzację. Średniej wielkości bagaż i bagaż ręczny jest przewożony bez opłaty. Najtaniej jest zarezerwować bilet przez stronę internetową, chociaż bilety można też kupić w holu przylotów międzynarodowych. Przejazd trwa godzinę i 20 minut.
Terravision to inny tani przewoźnik z lotniska Luton do Victoria Station z przystankami na Brent Cross, Marble Arch i Baker Street.
Lokalne autobusy łączą Luton Airport z centrum miasta Luton i innymi miejscami. Bezpośrednie autobusy do Londynu podstawiają Green Line Coaches i EasyBus (przez Victoria Coach Station). Autobusy National Express łączą lotnisko z lotniskiem London Stansted oraz środkową i północną Anglią.
Autobusy First Capital Connect (FTR) łączą lotnisko ze stacją kolejową Luton Airport Parkway. Kursują co 10 minut przez cały dzień, pod nazwą Train2Plane.